# Luis Javier Mosquera
Luis Javier Mosquera Lozano (Yumbo, Valle del Cauca, 27 de marzo de 1995) es un levantador de pesas olímpico colombiano. Representó a su país en la competencia de levantamiento de pesas de menos de 69 kg masculino en los Juegos Olímpicos de 2016 en Río de Janeiro (Brasil) el 9 de agosto de 2016, ganando la medalla de bronce. El 25 de julio volvió a ganar una medalla olímpica esta vez de plata  en los  Juegos Olímpicos de Tokio 2020; en la competencia de levantamiento de pesas de menos de 69 kg masculino.

## Carrera deportiva
Mosquera proviene de una familia de deportistas vallecaucanos. Inició su palmarés deportivo a los 15 años, cuando obtuvo el primer lugar en el Campeonato Panamericano de Halterofilia en la categoría Sub-15.
En los Juegos Panamericanos de Toronto 2015 ganó tres medallas de oro en la categoría de 69 kilogramos, en las modalidades de arranque (150 kg), envión (186 kg), con un total de 336 kg; lo que lo llevó a conseguir un cupo en los Juegos Olímpicos de Río del siguiente año.
En Río 2016 terminó cuarto lugar detrás de Izzat Artykov de Kirguistán, quien luego fue descalificado por no pasar una prueba de drogas para mejorar el rendimiento. Recibió la medalla de bronce tres años después, el 28 de marzo de 2019.
En el LXXXV Campeonato Mundial de Halterofilia, celebrado en Pattaya (Tailandia) entre el 18 y el 27 de septiembre de 2019, quedó en quinto lugar, levantando un total de 320 kilos (145 kilos en arranque y 175 en envión).

## Desempeño deportivo
| Año  | Evento                      | Lugar               | País           | Peso       | Resultado | Resultado | Resultado |
| Año  | Evento                      | Lugar               | País           | Peso       | Arranque  | Envión    | Total     |
| ---- | --------------------------- | ------------------- | -------------- | ---------- | --------- | --------- | --------- |
| 2012 | Campeonato del Mundo Júnior | Košice              | Eslovaquia     | 56 - 62 kg | 2.º       | 1.º       | 1.º       |
| 2013 | Campeonato del Mundo Júnior | Lima                | Perú           | 56 - 62 kg | 3.º       | 3.º       | 3.º       |
| 2014 | Campeonato del Mundo        | Almaty              | Kazajistán     | 62 kg      | 4.º       | 5.º       | 4.º       |
| 2015 | Campeonato del Mundo Júnior | Wroclaw             | Polonia        | 62 - 69 kg | 1.º       | 1.º       | 1.º       |
| 2015 | Juegos Panamericanos        | Toronto             | Canadá         | 62 - 69 kg |           |           | 1.º       |
| 2016 | Campeonatos Panamericanos   | Barranquilla        | Colombia       | 62 - 69 kg | 1.º       |           |           |
| 2016 | Juegos Olímpicos            | Río de Janeiro      | Brasil         | 62 - 69 kg |           |           | 3.º       |
| 2017 | Campeonatos Panamericanos   | Miami               | Estados Unidos | 62 - 69 kg | 1.º       | 1.º       | 1.º       |
| 2019 | Campeonatos Panamericanos   | Ciudad de Guatemala | Guatemala      | 73 kg      | 2.º       | 3.º       | 2.º       |
| 2019 | Juegos Panamericanos        | Lima                | Perú           | 73 kg      |           |           | 2.º       |
| 2019 | Campeonato del Mundo        | Pattaya             | Tailandia      |            | 5.º       | 6.º       | 5.º       |
| 2021 | Juegos Olímpicos            | Tokio               | Japón          | 67 kg      |           |           | 2.º       |

### Resultados en Río 2016
| Rank              | Grupo | Peso Corporal | Arranque (kg) | Arranque (kg) | Arranque (kg) | Arranque (kg) | Envión (kg) | Envión (kg) | Envión (kg) | Envión (kg) | Total | Ref.  |
| Rank              | Grupo | Peso Corporal | 1             | 2             | 3             | Resultado     | 1           | 2           | 3           | Resultado   | Total | Ref.  |
| ----------------- | ----- | ------------- | ------------- | ------------- | ------------- | ------------- | ----------- | ----------- | ----------- | ----------- | ----- | ----- |
| Medalla de bronce | A     | 68.54         | 150           | 150           | 155           | 155           | 183         | 189         | 190         | 183         | 338   | [ 4 ] |

### Resultados en Tokio 2020
| Rank             | Grupo | Peso Corporal | Arranque (kg) | Arranque (kg) | Arranque (kg) | Arranque (kg) | Envión (kg) | Envión (kg) | Envión (kg) | Envión (kg) | Total | Ref.  |
| Rank             | Grupo | Peso Corporal | 1             | 2             | 3             | Resultado     | 1           | 2           | 3           | Resultado   | Total | Ref.  |
| ---------------- | ----- | ------------- | ------------- | ------------- | ------------- | ------------- | ----------- | ----------- | ----------- | ----------- | ----- | ----- |
| Medalla de plata | A     | 67            | 148           | 151           | 155           | 151           | 175         | 180         | 180         | 180         | 331   | [ 8 ] |